# As Estrelas Me Mostram Você
As Estrelas Me Mostram Você é um filme brasileiro do gênero comédia romântica cristã, produzido pela Red Films.

## Sinopse
Tudo acontece em uma cidade do sul do Brasil, onde jovens do último ano do colégio enfrentam juntos seus dilemas. Família, futuro e, claro, um amor que poderá marcá-los para o resto de suas vidas. Vitor está envolvido por esse sentimento. Um amor entre duas pessoas de mundos completamente diferentes, mas que encontram algo em comum. Em uma trama envolvente, recheada de emoção e incertezas, Vitor e Julia irão superar suas diferenças olhando para o alto. Irão saber que as estrelas mostram muito mais do que um lindo céu: "As Estrelas Me Mostram Você". 